# Saleh Soliman
Saleh Mohamed Soliman (arabiska: صالح محمد سليمان), född 24 juni 1916, var en egyptisk tyngdlyftare som tog OS-silver i fjädervikt (60 kg) vid olympiska sommarspelen 1936 i Berlin.